# Tártaros de Lipka

Los tártaros de Lipka (también conocidos como tártaros de Lituania, tártaros de Polonia, tártaros de Bielorrusia, Lipkowie, Lipcani o Muślimi) son un grupo de tártaros que se asentaron originalmente en el Gran Ducado de Lituania a comienzos del siglo XIV. Los primeros colonos intentaron preservar su religión chamanística y buscaron asilo entre los lituanos no cristianos. Hacia finales del siglo, otra oleada de tártaros —esta vez, musulmanes— fueron invitados al Gran Ducado por Vitautas el Grande. Estos tártaros al principio se asentaron en los alrededores de Vilna, Trakai, Hrodna y Kaunas y más tarde se expandirían a otras partes del Gran Ducado que posteriormente formarían parte de la Mancomunidad de Polonia-Lituania. Estas áreas comprenden las actuales Lituania, Bielorrusia y Polonia. Desde su asentamiento en Lituania fueron conocidos como tártaros de Lipka. A pesar de que mantenían su religión, unieron su destino al de la mayoría cristiana de la Mancomunidad. Desde la batalla de Grunwald en adelante, los regimientos de caballería ligera tártara participaron en cada campaña militar significativa que llevaron a cabo Lituania y Polonia.

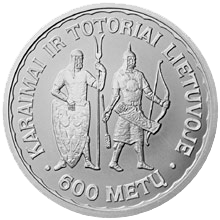
Litas conmemorativa del 600 aniversario de los karaítas y los tártaros en Lituania.

Los orígenes de los tártaros de Lipka pueden rastrearse hasta los Estados descendientes del Imperio mongol de Genghis Kan: la Horda Blanca, la Horda de Oro, el Kanato de Crimea y el Kanato de Kazán. Inicialmente sirvieron como una casta noble militar, pero con el tiempo se convertirían en urbanitas conocidos por sus artesanías, caballos y habilidades en la jardinería. A pesar de haber conservado sus religiones, con el tiempo perdieron su idioma tártaro original, adoptando en su mayor parte el polaco. Todavía hay pequeños grupos de tártaros de Lipka viviendo en las actuales Bielorrusia, Lituania, Ucrania y Polonia, así como existen comunidades en los Estados Unidos y Canadá.

## Origen del términoLipka

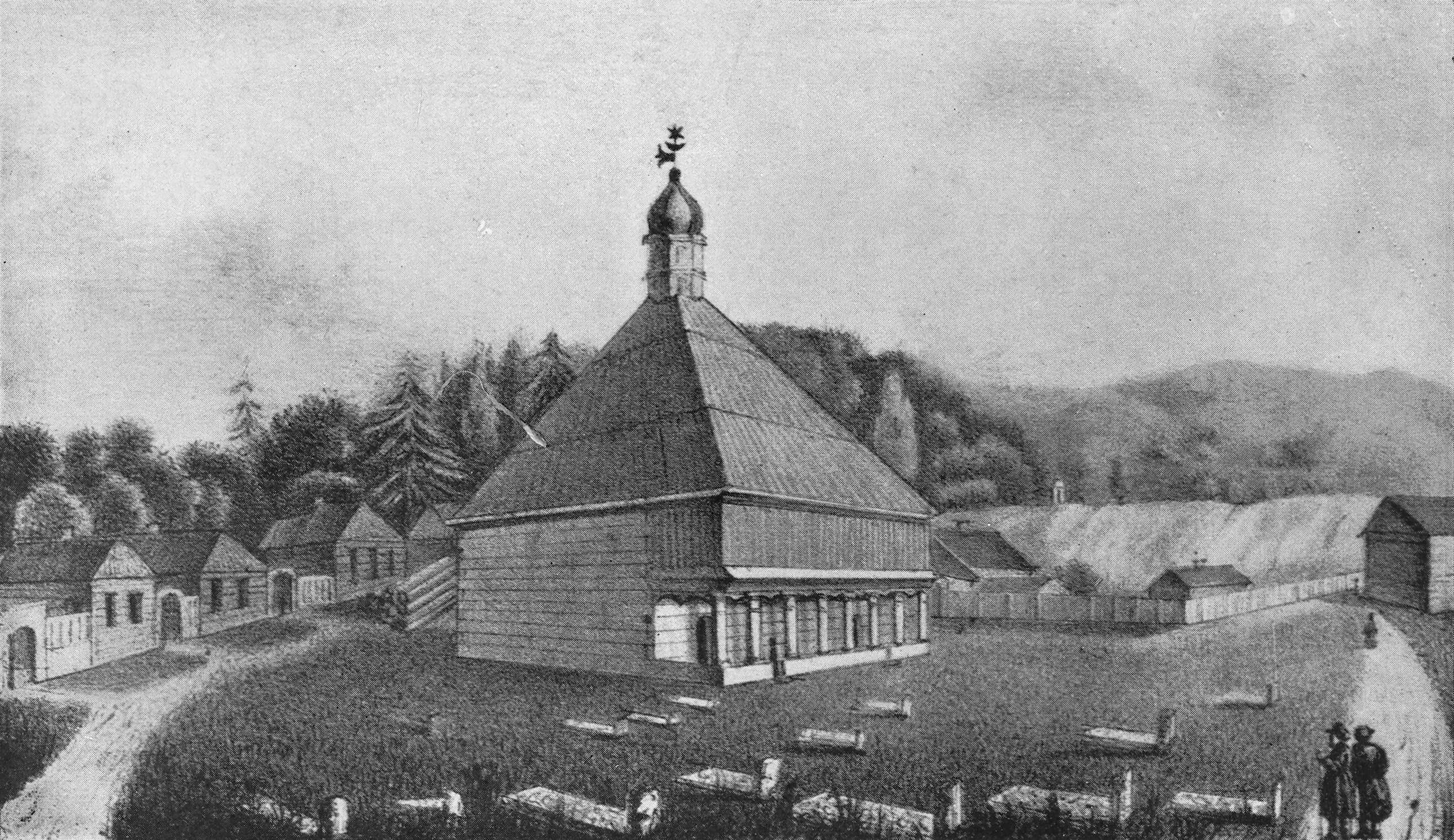
Mezquita tártara y cementerio en el suburbio de Lukiškės (1830), Vilna. Fue reemplazada por una más tradicional en 1867.

El nombre Lipka deriva del antiguo nombre de Lituania en el idioma tártaro de Crimea. El registro del nombre Lipka en fuentes orientales nos permite inferir un Libķa/Lipķa original, del cual se formaría el derivado polaco Lipka, con una posible contaminación con el polaco lipka, 'pequeño tilo'; esta etimología fue sugerida por el autor tártaro S. Tuhan-Baranowski. Un término polaco menos frecuente, Łubka, se encuentra en el nombre tártaro crimeano Łubka/Łupka para los Lipka hasta finales del siglo XIX. El término tártaro crimeano Lipka Tatarłar, con el significado de 'tártaros lituanos', se usaría a partir de ese momento para describirse a sí mismos.
A diferencia de otras comunidades islámicas, los niños y las niñas eran coeducados, y las mujeres lipka no llevaban el velo más que en la ceremonia del matrimonio. Mientras que eran nominalmente musulmanes, las costumbres y prácticas religiosas de los tártaros de Lipka acomodaron muchos elementos cristianos durante sus seiscientos años de residencia en Bielorrusia, Lituania, Polonia y Ucrania, manteniendo las supersticiones y tradiciones de su pasado nómada mongol, como el sacrificio de toros en sus mezquitas durante las fiestas religiosas.
Con el tiempo, los pequeños y medianos nobles adoptaron el idioma ruteno, que sería posteriormente el idioma bielorruso, como lengua materna. Sin embargo, usaban el alfabeto árabe para escribir en bielorruso hasta la década de 1930. La nobleza superior de los tártaros de Lipka hablaba polaco.
La correspondencia diplomática entre Polonia y el Kanato de Crimea de principios del siglo XVI se refiere a la Mancomunidad de Polonia-Lituania como la «tierra de los polacos y los lipkas». En el siglo XVII, el término «tártaro de Lipka» empezó a figurar en los documentos oficiales de la Mancomunidad de Polonia-Lituania.

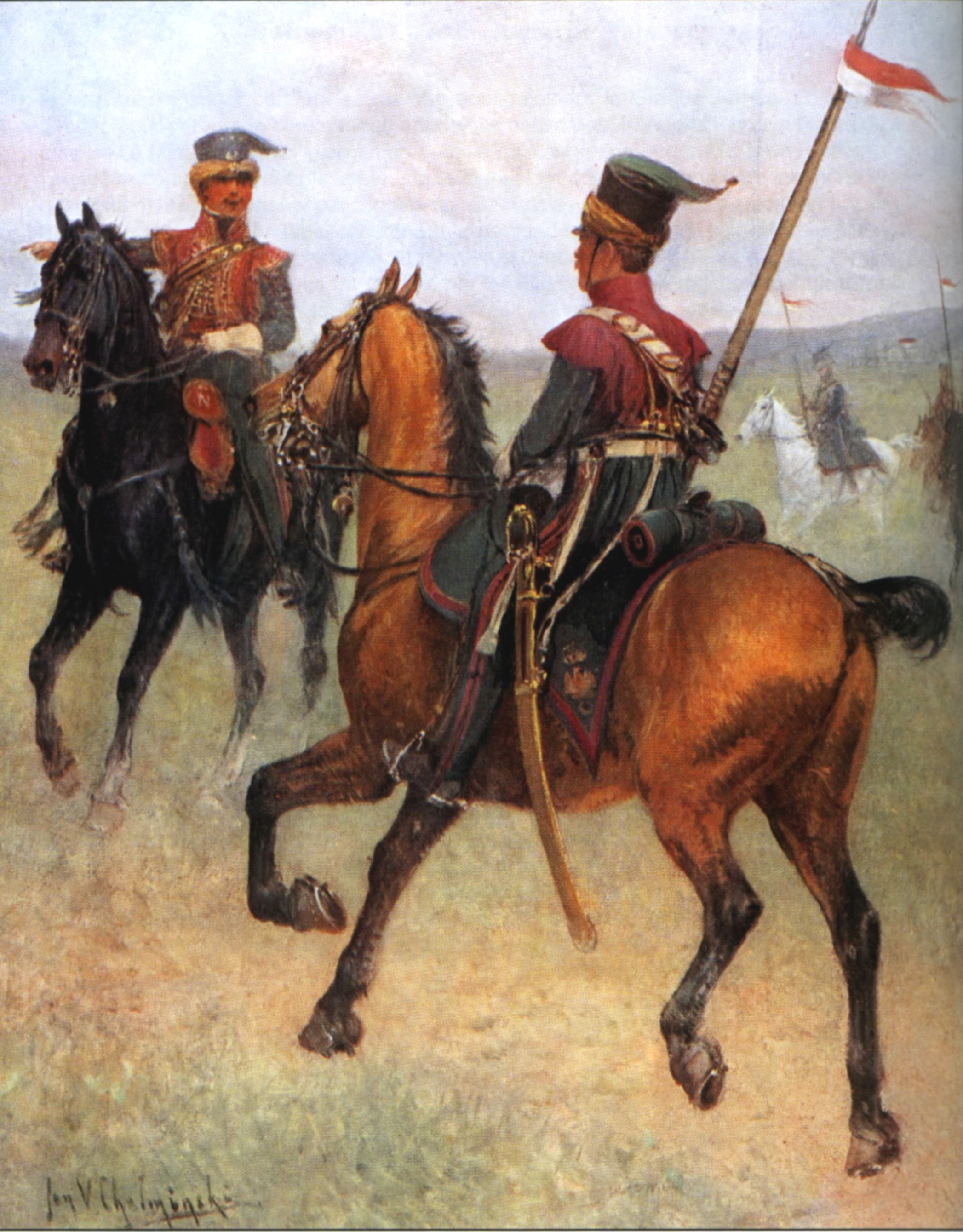
Tártaros lituanos en el Ejército napoleónico con las banderas rojas y blancas de la Mancomunidad polaco-lituana.

## Los lipka en el pasado
La migración de algunos tártaros a las tierras de Lituania y Polonia empezó durante el siglo XIV y duró hasta el final del XVII. Hubo una oleada más reciente de inmigrantes tártaros desde Rusia tras la Revolución Bolchevique de 1917, aunque estaba formada en su mayor parte por activistas nacionales y políticos.
De acuerdo a algunas estimaciones, en 1591 había unos 200.000 tártaros de Lipka viviendo en la Mancomunidad de Polonia-Lituania y unas 400 mezquitas para sus prácticas religiosas. Según el Risāle-yi Tatar-i Leh (un recuento de tártaros de Lipka escrito para Suleimán el Magnífico por un musulmán polaco durante una estancia en Estambul en 1557 y 1558 en su peregrinación a La Meca), había cien asentamientos tártaros con mezquitas de Lipka en Polonia. Las mayores comunidades existían en las ciudades de Lida, Navahradak e Iwye. Había una comunidad tártara en Minsk, capital actual de Bielorrusia, conocida como Tatárskaya Slabadá.
Leopold Ranke, profesor de la Universidad de Berlín, indicó que: 'En los siglos XVI y XVII las diferencias entre los pueblos europeos eran más claras (que en el siglo XIX), y se podían reconocer ya en la forma de guerrear. Por un lado, los pueblos de origen romano y germánico, en los países que ocupaban, edificaban por todas partes fortalezas y se servían de la artillería para defenderlas o atacarlas; se ponían en campaña con tropas poco numerosas, y su fuerza principal era la infantería. Pero las naciones de origen tártaro combatían con escuadrones incontables de caballería en las llanuras abiertas, no fortificadas, y si había en ellas alguna fortaleza, no servía más que para guardar los tesoros del príncipe. Polonia tenía una caballería tan numerosa que, según los cálculos hechos, Alemania, Francia y España juntas no hubiesen podido poner en marcha una semejante. El gran duque de Moscú podía llevar a la guerra a 150.000 jinetes. Se estima que el número de Szelkers, solamente en Hungría, era de 60.000, y las fuerzas de los Woiwodas de Transilvania, Moldavia y Walakia, en 50.000 hombres de caballería; éstos, además, tenían como vecinos a los pueblos tártaros, que pasan la vida a caballo. Pero esta diferencia no era la única que establecía una línea de demarcación entre las naciones europeas, y todas las demás relaciones de la vida se resentían por ello'.
En el año 1672, los súbditos tártaros se rebelaron abiertamente contra la Mancomunidad. Es recordada como la Rebelión lipka. Gracias a los esfuerzos del rey Juan III Sobieski, que era tenido en gran estima por los soldados tártaros, muchos de los lipkas que buscaban asilo al servicio del Ejército del Imperio otomano volvieron al ejército mancomunal y participaron en las luchas contra el Imperio hasta el tratado de Karlowitz en 1699, incluyendo la batalla de Viena de 1683, que detendría la expansión turca en Europa y marcaría el comienzo del fin para el Imperio otomano.
Desde finales del siglo XVIII y durante el siglo XIX, los tártaros de Lipka fueron cada vez más polonizados. Las clases altas y medias en particular adoptaron el idioma polaco y sus costumbres (aunque mantuvieron el Islam como su religión), mientras que las clases bajas serían rutenizadas. Al mismo tiempo introdujeron en sus plegarias, leyendas y folklore la figura del Gran Duque Vitautas (Wattad, en tártaro, o 'defensor de los musulmanes en tierras no musulmanas'), quien apoyó sus asentamientos en el siglo XV.

### Cronología
- 1226: el kanato de la Horda Blanca fue establecido como parte del Imperio mongol de Genghis Kan. El primer kan, Orda, era el segundo hijo de Jochi, el hijo mayor de Gengis Kan. La Horda Blanca ocupó la estepa meridional siberiana al este de los Urales y el mar Caspio a Mongolia.
- 1380: el kan Toqtamish, gobernante hereditario de la Horda Blanca, cruzó al oeste más allá de los Urales y unió la Horda Blanca con la Horda de Oro, cuyo primer kan fue Batu Kan, el hijo mayor de Jochi. En 1382, la Horda Blanca y la de Oro saquearon y quemaron Moscú. Toqtamish, aliado con el gran conquistador tártaro de Asia central, Tamerlán, reafirmó el poder mongol en Rusia.
- 1397: después de una serie de desastrosas campañas militares contra su antiguo protector, Tamerlán, a Toqtamish y el remanente de su clan Vitautas el Grande les otorgó asilo, estatus de nobleza y territorios en el Gran Ducado de Lituania. El asentamiento de tártaros de Lipka en Lituania en 1397 fue registrado en las Crónicas de Jan Długosz.
- 1397: la ciudad-estado de Génova fundó una expedición conjunta con las fuerzas de Toqtamish y Vitautas contra Tamerlán. Esta campaña fue notable por el hecho de que los ejércitos de los lituanos y los tártaros de Lipka, a pesar de estar armados con pistolas, no consiguieron victorias importantes.
- 15 de julio de 1410: se libró la batalla de Grunwald entre el Reino de Polonia y el Gran Ducado de Lituania, por un lado (unos 39 000 soldados), y los Caballeros Teutónicos, por el otro (cerca de 27 000 soldados). Los Caballeros Teutónicos fueron derrotados y no recuperaron su anterior influencia. Tras la batalla, se extendió el rumor por Europa de que los alemanes habían sido derrotados gracias a la ayuda de decenas de miles de tártaros paganos, aunque la estimación más aceptada es que sólo fueran unos 1000 jinetes arqueros tártaros, cuyo núcleo estaría liderado por Yalal ad-Din, hijo del kan Toqtamish.
- 1528: el derecho legal de los szlachta polacos y de la nobleza lituana a una retribución por la muerte o herida de un familiar se extiende a los tártaros de Lipka.
- 1569: se funda la Mancomunidad de Polonia-Lituania con la Unión de Lublin. Uno de los fundamentos del poder militar de la Mancomunidad fueron durante mucho tiempo escuadrones de caballería ligera tártara.
- 1591: el gobierno del ferviente católico Segismundo III Vasa (1587-1632) y la Contrarreforma trajeron gran número de restricciones a las libertades de los no católicos en Polonia, entre ellos los lipkas. Esta situación condujo a una intervención diplomática del sultán Murad III por la observación de la libertad religiosa de los lipkas. Esta embajada fue iniciada a instancias de la petición de los enviados polacos musulmanes que acompañaban al enviado del rey polaco a Estambul.
- 1672: en este año se produce la Rebelión lipka. Como reacción a las restricciones a sus libertades religiosas y la erosión de sus antiguos derechos y privilegios, los regimientos de tártaros de Lipka estacionados en la región de Podolia, al sudeste de Polonia, abandonaron la Mancomunidad al estallar las Guerras polaco-otomanas de finales del siglo XVII que acabarían en el Tratado de Karlowitz de 1699.
- 1674: tras la famosa victoria polaco-lituana en Jotin, los tártaros de Lipka de Podolia que defendían la fortaleza de Bar fueron sitiados por las tropas de Juan III Sobieski, llegándose a un acuerdo por el que los lipkas volvían al seno de la Mancomunidad con sus antiguos derechos y privilegios.
- 1676: el Tratado de Zurawno, que puso fin temporalmente a las guerras polaco-otomanas, estipulaba que a los tártaros de Lipka se les concedía libertad para elegir a qué bando servir, si al Imperio otomano o a la Mancomunidad.
- 1677: en marzo de este año el Sejm confirmaba los antiguos derechos y privilegios de los tártaros. A los tártaros de Lipka se les permitía reconstruir sus mezquitas y se les daban otros privilegios como el estar exentos del pago de impuestos.
- 1679: como recompensa por su vuelta a la Mancomunidad, los tártaros de Lipka fueron asentados por Juan Sobieski en la Corona del Reino de Polonia en la provincia de Brest, Kobryn y Hrodna. Los tártaros recibieron tierra que había sido arrebatada a sus antiguos ocupantes, de 0,5 a 7,5 km² según el rango y la duración del servicio.

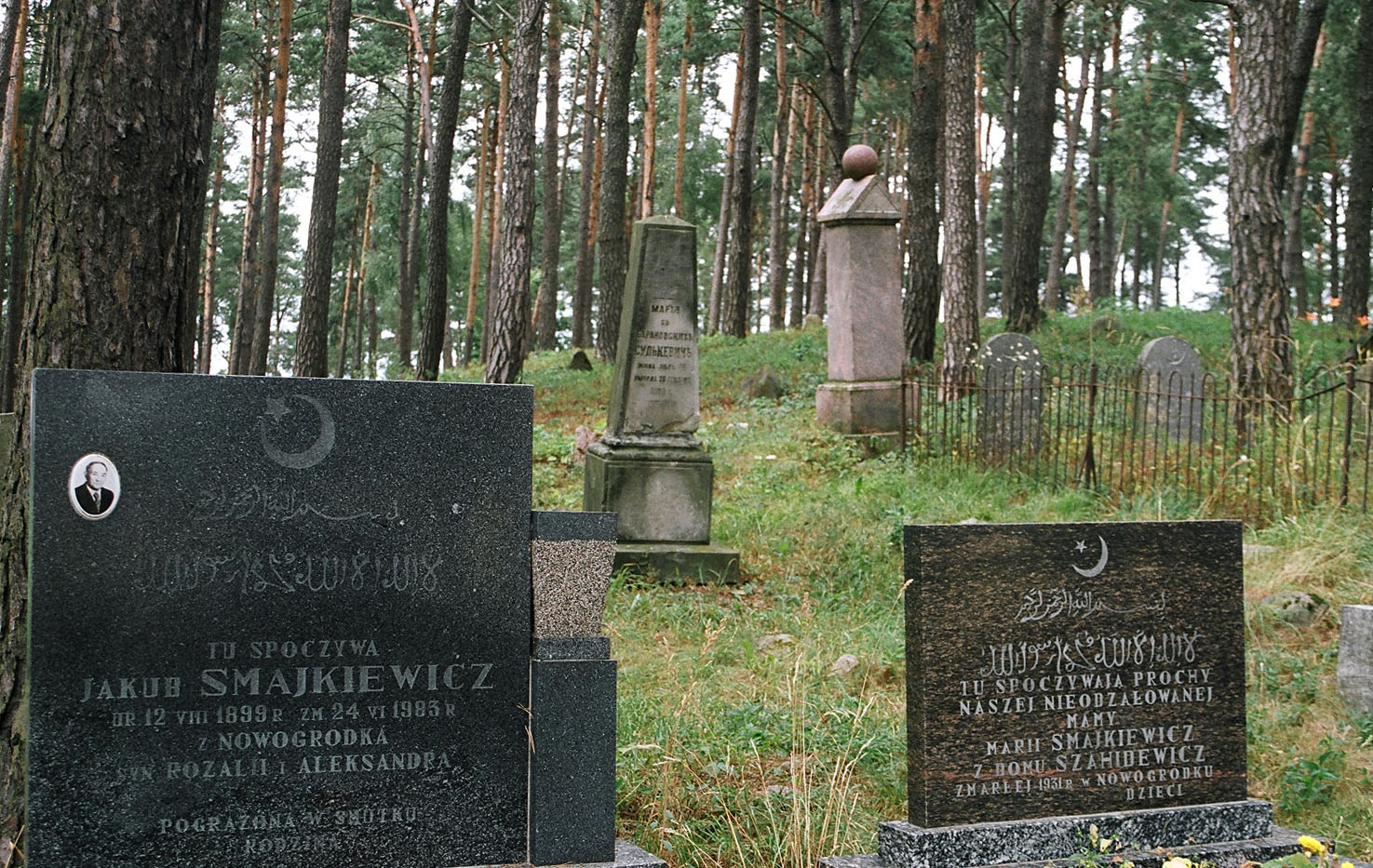
Cementerio musulmán en Bohoniki.

- 1683: muchos de los rebeldes tártaros de Lipka que volvieron al servicio de la Mancomunidad en 1674, tomaron parte en la Campaña de Viena de 1683. Entre ellos, sesenta que formaban parte del escuadrón de caballería ligera de Samuel Mirza Krzeczowski, que salvaría la vida de Jan Sobieski durante el desastroso primer día de la batalla de Párkány, pocas semanas después de la batalla de Kahlenberg. Los soldados tártaros que combatían aquí llevaban una pieza de tela en sus cascos para diferenciarse de los tártaros que luchaban bajo las órdenes de Kara Mustafá en el lado turco.
- 1699: algunos de los tártaros de Lipka de Kamieniec que habían permanecido leales al sultán turco, se asientan en Besarabia, a lo largo de la frontera entre las dos naciones, así como en los alrededores de Jotyn y Kamieniec-Podolski y en la ciudad conocida como Lipkany. A principios del siglo XVIII se da una emigración a gran escala de los lipkas a tierras otomanas, tras la victoria del rey Augusto II sobre el rey nacido en Polonia Estanislao I Leszczynski, al que los lipkas habían apoyado contra el rey sajón.
- 1775: los lipkas polacos vuelven a ganar el favor real bajo el reinado de su último rey Estanislao II Poniatowski. Este año, el Sejm reafirmó el estatus noble de los tártaros polaco-lituanos. Tras las particiones de Polonia, los lipkas tomaron parte en varias revueltas nacionales, sirviendo con los polacos en la Grande Armée napoleónica.
- 1919: los lipkas polacos se unen a las formaciones del nuevo Ejército polaco: la Pułk Jazdy Tatarskiej (artículo en la Wikipedia polaca) y posteriormente, el 13 Pułk Ułanów Wileńskich (artículo en la Wikipedia polaca).
- 1939: con la resurgir del Estado polaco tras la Primera Guerra Mundial, se restableció un regimiento polaco tártaro en el Ejército Polaco, distinguido con sus propios uniformes y estandartes.

## Los lipka actualmente

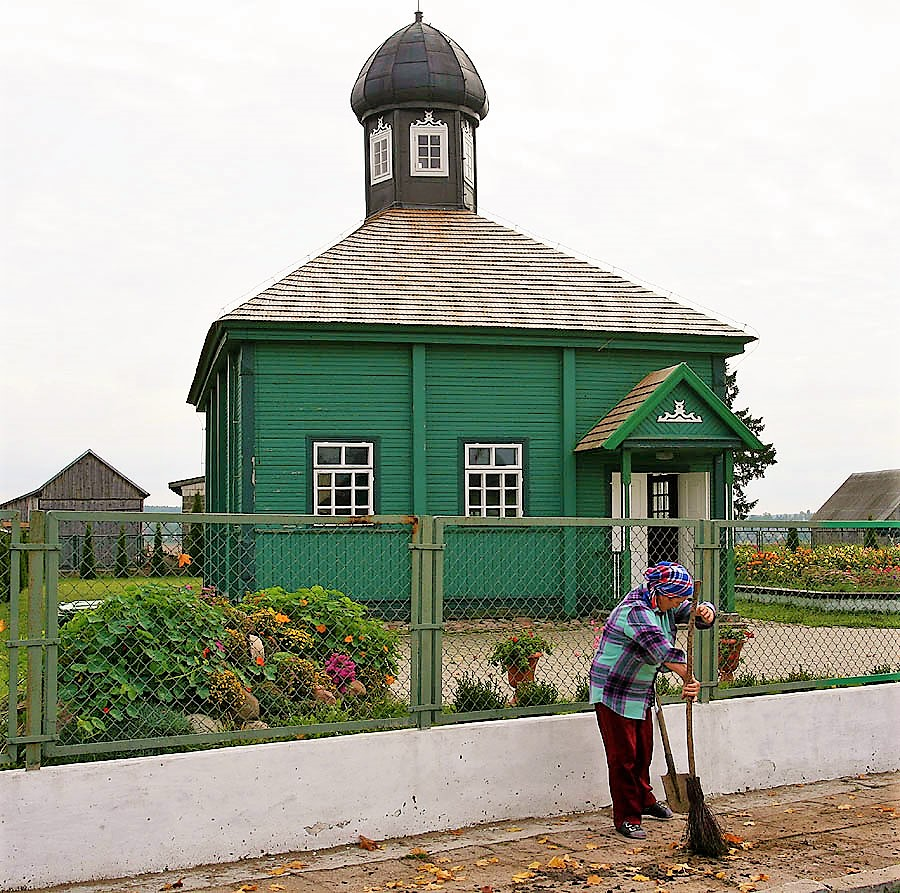
Mezquita tártara en el pueblo de Bohoniki, Polonia.

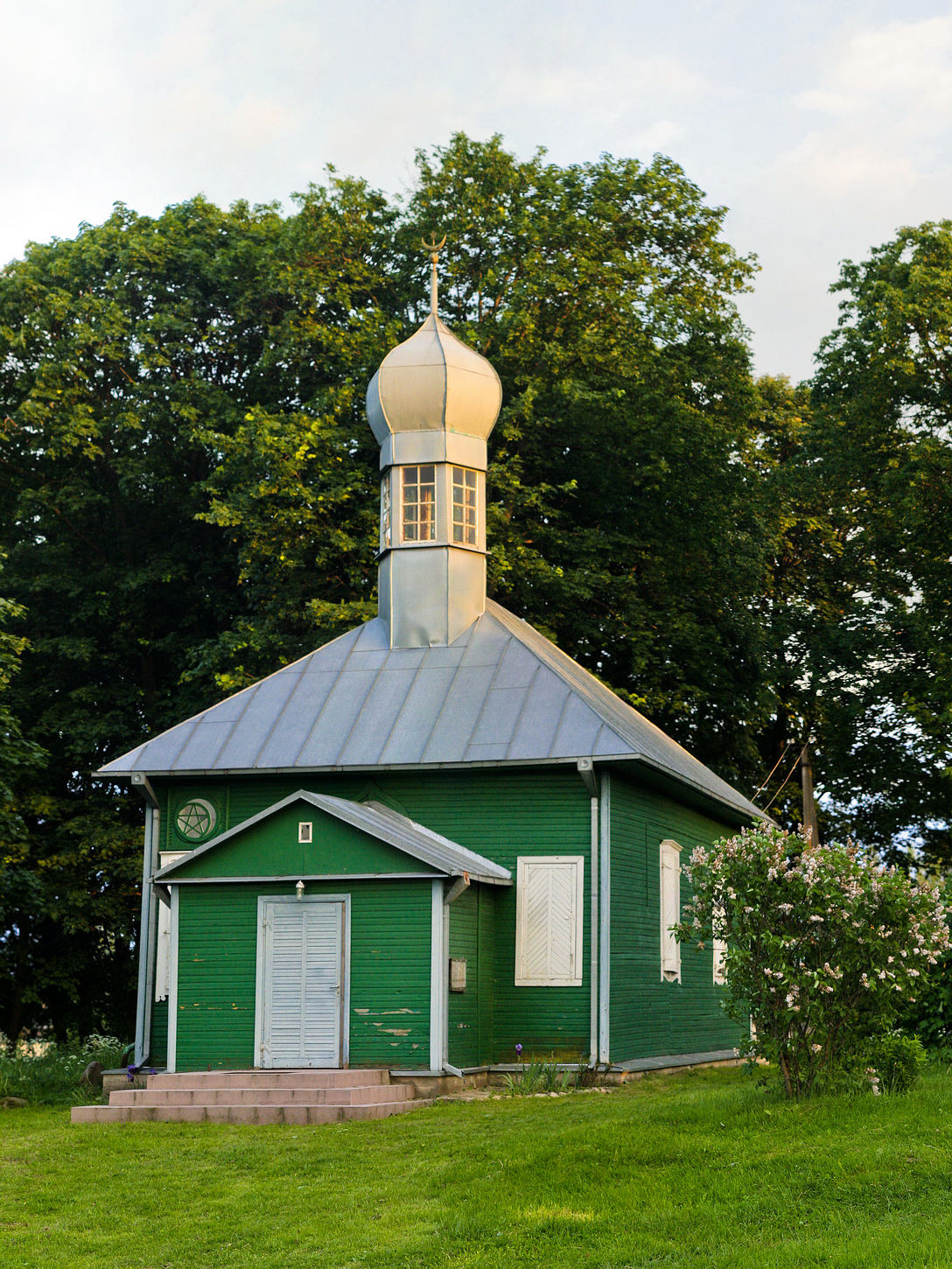
Mezquita tártara en Nemėžis, Lituania.

Hoy día hay unos 10 000 a 15 000 tártaros de Lipka en las áreas que antiguamente eran parte de la Mancomunidad. La mayoría de los descendientes de familias tártaras en Polonia pueden remontar su ascendencia a los nobles del principio de la Mancomunidad. Los tártaros de Lipka tienen asentamientos en el nordeste de Polonia, Bielorrusia, Lituania, el sudeste de Letonia y Ucrania, con la mayoría residiendo en Polonia, Lituania y Bielorrusia. El 80 % se asimiló entre la nobleza de la Mancomunidad, mientras que el resto, la clase baja, se asimiló con la nacionalidad del país de residencia.
Muchos tártaros polacos emigraron a los Estados Unidos a principios del siglo XX y se asentaron en su mayoría en los estados del nordeste (aunque también hay un enclave en Florida). Existe una pequeña pero activa comunidad de tártaros de Lipka en Nueva York. El Centro Islámico de los Tártaros Polacos de Nueva York hasta hace poco tenía su propia mezquita en Brooklyn, construida originalmente en 1928.
Tras la anexión de la Polonia oriental a la Unión Soviética, después de la Segunda Guerra Mundial, en Polonia solo quedaron dos pueblos tártaros, Bohoniki y Kruszyniany. Un significativo número de los territorios anexionados por la Unión Soviética se repatriaron a Polonia y fueron a vivir a ciudades como Gdańsk, Białystok, Varsovia y Gorzów Wielkopolski, unas 3000 personas. Uno de los vecindarios de Gorzów Wielkopolski donde se realojaron las familias tártaras ha pasado a llamarse Górki Tatarskie, las 'Colinas de los Tártaros'.
En 1925 se creó la Muzułmański Związek Religijny (Asociación de la Religión Musulmana) en Białystok. En 1992 comenzó a operar la Organización de Tártaros de la República Polaca (Związek Tatarów Rzeczypospolitej Polskiej), con ramas autónomas en Białystok y Gdańsk.
De los 100 000 tártaros que había en Polonia en 1630, solo 447 personas se declaraban en 2002 miembros de esta etnia.

## Descendientes famosos
- Aleksander Romanowicz, general de caballería del Ejército Imperial ruso y del Ejército polaco.
- El padre de Charles Bronson era un tártaro de Lipka, nacido en Druskininkai (Druskienik).
- Henryk Sienkiewicz, novelista Premio Nobel polaco; tártaro de Lipka por parte paterna.
- Mijaíl Tugán-Baranovski, político y economista ruso-ucraniano.

Miembros relacionados de lejos con la familia Abakanowicz:
- Bruno Abakanowicz, matemático, inventor e ingeniero electricista.[6]
- Magdalena Abakanowicz, artista polaca.
- Glen Powell, es un actor, escritor y productor estadounidense.[7]
- Faddéi Bulgarin, escritor y periodista polaco naturalizado ruso.[8][9]
- Adam Mickiewicz, poeta y patriota polaco.[10]